# Fundació Carles Salvador
La Fundació Carles Salvador és una fundació cultural per mantenir i difondre l'obra del gramàtic Carles Salvador Gimeno, situada a Benassal.
Els orígens de la fundació s'expliquen per les visites de la filla del gramàtic, Sofia Salvador, i el seu marit Enric, que visitaven el seu fill hospitalitzat a Castelló i aprofitaven per anar a veure amics com el llibreter Pere Duch. Volien lliurar en llegat de Carles Salvador i no sabien si fer-ho a la Biblioteca Valenciana o a l'Ajuntament de Benassal. Mentrestant el consistori buscava un ús per l'edifici de l'antic hospital, un edifici emblemàtic que acabava de rebre. Amb l'aparició del IEC com a tercer implicat, amb l'interès de Vicent Pitarch d'aquesta institució, es decideix fer l'entitat.
Finalment el 2002 els hereus de Carles Salvador, l'Institut d'Estudis Catalans i l'Ajuntament de Benassal creen la fundació per fer conèixer l'obra de Carles Salvador, considerat una figura destacada de les lletres valencianes i de la innovació pedagògica del segle xx. La fundació també persegueix garantir la permanència del llegat de Carles Salvador a Benassal i dotar el municipi de Benassal d'un centre de dinamització cultural.
L'any 2019 va ser guardonada amb la creu de Sant Jordi per la "preuada tasca de preservació i divulgació de tot el llegat del mestre, gramàtic i poeta". L'entitat va dedicar la distinció a la figura de Pere Enric Barreda, cronista de Benassal, així com a la família de Carles Salvador per deixar el seu llegat al poble.